# Anna e i cinque
Anna e i cinque è una serie televisiva italiana trasmessa su Canale 5 dal 30 settembre 2008 al 5 ottobre 2011.
Nel cast recitano Sabrina Ferilli, Pierre Cosso, Jane Alexander, Riccardo Garrone e Paila Pavese.

## Trama
La fiction ruota intorno ad Anna, che di giorno fa la tata presso una famiglia milionaria, e di notte fa la spogliarellista con il nome di Nina Monamour. Il locale dove lavora la notte è il Chicago, ci lavora con alcune amiche che fanno le cameriere, un amico che fa il barista e il fidanzato Tony. Nella villa dove fa la tata, però, c'è  Ferdinando, proprietario della villa, vedovo e con cinque figli. Lui si innamorerà di Anna, ricambiato, ma a mettere i bastoni fra le ruote ai due ci pensa la fidanzata di Ferdinando, mentre il povero Tony non è consapevole dell'innamoramento della fidanzata. Ma il padre di Ferdinando ogni sera, con degli amici, va a vedere Nina, e riconosce la spogliarellista in Anna. Mentre i cinque figli hanno diversi problemi: Carolina ha problemi con il fidanzato, così come Filippo con la fidanzata, Giacomo ha problemi di socializzazione con gli altri amici per la sua intelligenza, Giovanna (sorella gemella di Giacomo) si crede brutta e grassa e non vuole più fare danza classica ma l'hip hop, mentre la piccola Lucia non parla con nessuno da quando la mamma è morta.

## Episodi
| Stagione         | Episodi | Prima TV |
| ---------------- | ------- | -------- |
| Prima stagione   | 6       | 2008     |
| Seconda stagione | 6       | 2011     |

## Produzione
La serie è tratta da un format spagnolo di TVE interpretato da Ana Obregón, Ana y los siete (in Italia il numero dei bambini da accudire si è ridotto). Dopo una prima stagione di sei episodi - story-editor e showrunner Mariella Buscemi, direttore editoriale di Magnolia Fiction -, nel 2011 è andata in onda una seconda stagione anch'essa composta da sei episodi, che vede confermato gran parte del cast della prima stagione. La seconda stagione è stata scritta da Stefania Bertola, Nicola Guaglianone, Stefano Sudriè.